# Aphrophora maculosa
Aphrophora maculosa är en insektsart som beskrevs av Doering 1941. Aphrophora maculosa ingår i släktet Aphrophora och familjen spottstritar. Inga underarter finns listade i Catalogue of Life.